# 日本の福祉に関する学科設置高等学校一覧
日本の福祉に関する学科設置高等学校一覧（にほんのふくしにかんするがっかせっちこうとうがっこういちらん）は、全国の「福祉に関する学科」が設置されている高等学校の一覧である。全国福祉高等学校長会会員校（福祉に関する学科設置校のみ）の一覧を兼ねる。
専門教科「福祉」を中心に履修する専門教育を主とする学科が設置されている高等学校は、本項目に掲載する。それ以外の学科・課程において専門教科「福祉」を履修する場合については、日本の総合学科設置高等学校一覧を参照。専門教科「福祉」を履修しない学科・課程は、名称に「福祉」が含まれる場合であっても、本項目に含めない。

## 北海道
- 江陵高等学校 - 福祉科
- 函館大妻高等学校 - 福祉科
- 北海道置戸高等学校 - 福祉科
- 北海道釧路星園高等学校 - 福祉科（2009年3月閉校）

## 東北地方

### 青森県
- 東奥学園高等学校 - 福祉科

### 岩手県
- 岩手女子高等学校 - 福祉教養科

### 宮城県
- 宮城県登米総合産業高等学校 - 福祉科
- 仙台大学附属明成高等学校 - 福祉創志科

### 秋田県
- 秋田県立六郷高等学校 - 福祉科（括り募集）

### 山形県
- 山形県立山辺高等学校 - 福祉科

### 福島県
該当なし

## 関東地方

### 茨城県
- 茨城県立古河第二高等学校 - 福祉科

### 栃木県
- 栃木県立佐野松桜高等学校 - 社会福祉科
- 栃木県立塩谷高等学校 - 社会福祉科
- 栃木県立真岡北陵高等学校 - 教養福祉科

### 群馬県
- 群馬県立吾妻中央高等学校 - 福祉科

### 埼玉県
- 埼玉県立誠和福祉高等学校 - 福祉科
- 大川学園高等学校 - 福祉科

### 千葉県
- 千葉県立松戸向陽高等学校 - 福祉教養科

### 東京都
- 東京都立赤羽北桜高等学校 - 福祉学科介護福祉科
- 東京都立野津田高等学校 - 福祉科

### 神奈川県
- 神奈川県立津久井高等学校 - 福祉科
- 神奈川県立二俣川看護福祉高等学校 - 福祉科
- 神奈川県立横須賀明光高等学校 - 福祉科
- 川崎市立川崎高等学校 - 福祉科

## 中部地方

### 新潟県
- 新潟県立八海高等学校 - 福祉科

### 富山県
- 富山県立南砺福野高等学校 - 福祉科
- 富山県立南砺総合高等学校井波高等学校 - 福祉科（2012年閉校）

### 石川県
- 石川県立田鶴浜高等学校 - 健康福祉科
- 石川県立志賀高等学校-総合学科福祉系列

### 福井県
- 福井県立大野東高等学校 - 福祉教養科
- 福井県立奥越明成高等学校 - 生活福祉科（福祉コース）

### 山梨県
- 甲斐清和高等学校 - 総合コース・福祉クラス

### 長野県
- エクセラン高等学校 - 福祉科
- 創造学園高等学校 - 環境福祉科

### 岐阜県
岐阜県では家庭に関する学科・福祉に関する学科を生活産業に関する学科扱いになっている
- 岐阜県立岐阜各務野高等学校 - 福祉科
- 岐阜県立大垣桜高等学校 - 福祉科
- 岐阜県立坂下高等学校 - 福祉科

### 静岡県
- 静岡県立磐田北高等学校 - 福祉科
- 静岡県立富士宮東高等学校 - 福祉科
- 静岡県立清流館高等学校 - 福祉科
- 静岡女子高等学校 - 福祉科
- 浜松修学舎高等学校 - 福祉科
- 知徳高等学校 - 福祉科

### 愛知県
- 愛知県立海翔高等学校 - 福祉科
- 愛知県立高浜高等学校 - 福祉科
- 愛知県立古知野高等学校 - 福祉科
- 愛知県立宝陵高等学校 - 福祉科

## 近畿地方

### 三重県
- 三重県立明野高等学校 - 福祉科
- 三重県立朝明高等学校 - ふくし科（2013年4月設置）
- 三重県立伊賀白鳳高等学校 - ヒューマンサービス科
- 三重県立上野商業高等学校 - 福祉科（2011年3月閉校）

### 滋賀県
- 滋賀県立長浜高等学校 - 福祉科（2015年度閉科）
- 綾羽高等学校 - 介護福祉科

### 京都府
- 京都府立京都八幡高等学校南キャンパス - 介護福祉科
- 京都聖カタリナ高等学校 - 福祉科（2018年3月閉科）
- 京都府立園部高等学校 - 福祉科（2010年3月閉科）

### 大阪府
- 大阪府立淀商業高等学校 - 福祉ボランティア科
- 昇陽高等学校 - 福祉科

### 兵庫県
- 兵庫県立龍野北高等学校 - 総合福祉科
- 兵庫県立日高高等学校 - 福祉科

### 奈良県
- 奈良県立宇陀高等学校 - こども・福祉科
- 奈良県立榛生昇陽高等学校 - 福祉科
- 天理高等学校 - 介護福祉科 - 定時制単置（2012年3月閉科）

### 和歌山県
該当なし

## 中国地方

### 鳥取県
- 鳥取県立境港総合技術高等学校 - 福祉科

### 島根県
- 明誠高等学校 - 福祉科

### 岡山県
- 岡山県立倉敷中央高等学校 - 福祉科
- 創志学園高等学校 - 総合福祉科（2010年度募集停止）

### 広島県
- 広島県立黒瀬高等学校 - 福祉科
- 広島県立総合技術高等学校 - 福祉科

### 山口県
- 山口県立久賀高等学校 - 福祉科（2009年3月閉校）
- 山口県立周防大島高等学校 - 福祉科
- 誠英高等学校 - 福祉科
- 山口中村学園高等学校 - 福祉科

## 四国地方

### 徳島県
- 徳島県立小松島西高等学校 - 福祉科

### 香川県
- 香川県立高松南高等学校 - 福祉科
- 尽誠学園高等学校 - 福祉科

### 愛媛県
- 松山学院高等学校 - 福祉科

### 高知県
該当なし

## 九州地方

### 福岡県
- 福岡県立久留米筑水高等学校 - 社会福祉科
- 杉森高等学校 - 福祉科
- 飯塚高等学校 - 介護福祉科
- 慶成高等学校 - 福祉科
- 啓知高等学校 - 介護福祉科
- 福岡第一高等学校 - 福祉科（ソーシャル心理科に再編）
- 福智高等学校 - 介護福祉科
- 大和青藍高等学校 - 介護福祉科

### 佐賀県
該当なし

### 長崎県
- 向陽高等学校 - 福祉科
- 長崎玉成高等学校 - 福祉科

### 熊本県
- 熊本県立芦北高等学校 - 福祉科
- 熊本県立阿蘇清峰高等学校 - 社会福祉科（2010年度熊本県立阿蘇中央高等学校へ統廃合）
- 熊本県立阿蘇中央高等学校清峰校舎 - 社会福祉科
- 熊本県立八代農業高等学校 - 福祉教養科（2011年3月閉科）
- 慶誠高等学校 - ふくし科

(2016年3月閉科)
- 菊池女子高等学校 - 社会福祉科
- 熊本フェイス学院高等学校 - 医療福祉科（2011年3月閉校）
- 有明高等学校 - 福祉科
- 城北高等学校 - 社会福祉科

### 大分県
- 大分県立大分南高等学校 - 福祉科
- 大分県立野津高等学校 - 福祉科（2014年3月閉校）
- 昭和学園高等学校 - 福祉科
- 楊志館高等学校 - 福祉科

### 宮崎県
- 宮崎県立小林秀峰高等学校 - 福祉科
- 宮崎県立高原高等学校 - 福祉科
- 宮崎県立妻高等学校 - 福祉科
- 宮崎県立日南振徳高等学校 - 福祉科
- 宮崎県立日南農林高等学校 - 福祉科（2011年3月閉校）
- 日章学園高等学校 - 福祉科
- 都城高等学校 - 介護科
- 宮崎県立門川高等学校 - 福祉科

### 鹿児島県
- 鹿児島県立薩摩中央高等学校 - 福祉科
- 鹿児島県立宮之城農業高等学校 - 福祉科（2007年3月閉校）
- 鹿児島県立加世田常潤高等学校 - 生活福祉科
- 鹿児島県立開陽高等学校 - 福祉科
- 鹿児島情報高等学校 - 介護福祉科
- 樟南高等学校 - 社会福祉科
- 鹿児島城西高等学校 - 社会福祉科
- 出水中央高等学校 - 医療福祉科
- 龍桜高等学校 - 医療福祉科
- 尚志館高等学校 - 医療福祉科
- 鳳凰高等学校 - 総合福祉科

### 沖縄県
- 沖縄県立中部農林高等学校 - 福祉科
- 沖縄県立陽明高等学校 - 介護福祉科